# Kaczory
Kaczory (em alemão: Erpel) é um município no centro-oeste da Polônia. Pertence à voivodia da Grande Polônia, no condado de Piła. É a sede da comuna urbano-rural de Kaczory.
Estende-se por uma área de 16,55 km², com 2 867 habitantes, segundo o censo de 31 de dezembro de 2021, com uma densidade populacional de 173,2 hab./km².
Historicamente, Kaczory está localizado em Krajna, embora devido a sua afiliação administrativa, os habitantes da cidade e dos vilarejos vizinhos tendam a se identificar com a Grande Polônia. A vila real pertencia ao estarostado de Ujski; no final do século XVI, estava localizado no condado de Nakiel, na voivodia de Kalisz. Entre 1975 e 1998, a aldeia pertenceu administrativamente à voivodia de Piła.